# 澤塔公國

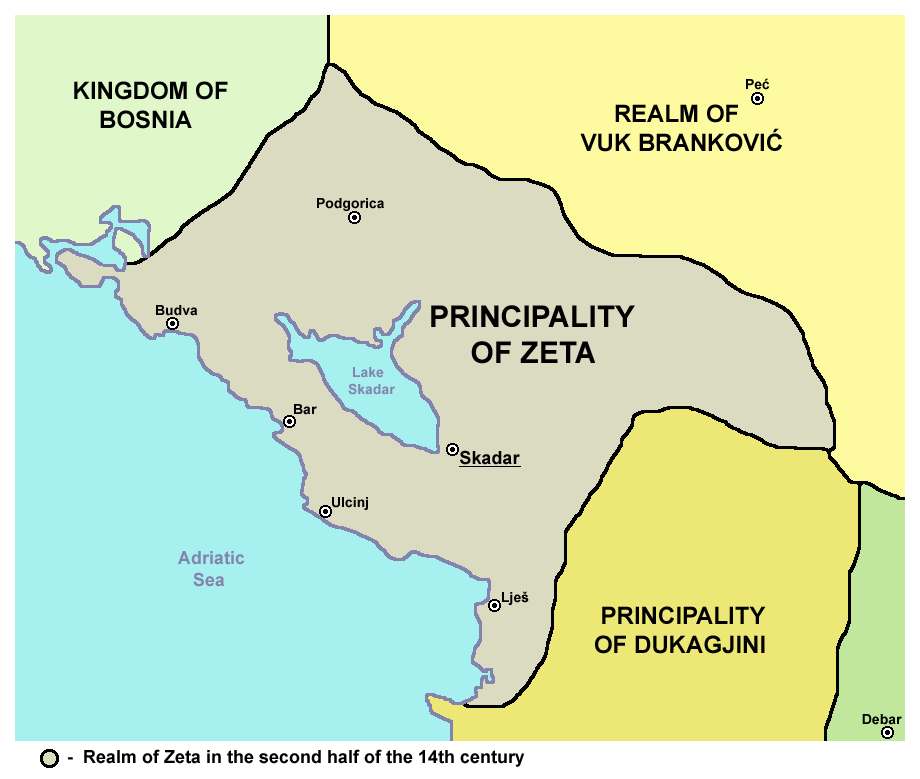
14世纪末的澤塔公國

澤塔公國 是位于現今蒙特內哥羅南部和阿尔巴尼亚北部斯库台湖附近的一个中世紀後期公国。14世纪下半叶至15世纪末期間，該公國被奥斯曼帝国征服。